# Сајенс Хил (Кентаки)
Сајенс Хил (енгл. Science Hill) град је у америчкој савезној држави Кентаки.

## Демографија
По попису из 2010. године број становника је 693, што је 59 (9,3%) становника више него 2000. године.
| Група             | 2000.       | 2010.       |
| Белци             | 627 (98,9%) | 671 (96,8%) |
| Афроамериканци    | 0 (0,0%)    | 8 (1,2%)    |
| Азијати           | 0 (0,0%)    | 0 (0,0%)    |
| Хиспаноамериканци | 4 (0,6%)    | 10 (1,4%)   |
| Укупно            | 634         | 693         |